# Michał Gmytrasiewicz
Michał Janusz Gmytrasiewicz (ur. w 1941, zm. 6 czerwca 2009) – prof. dr hab., polski naukowiec z zakresu finansów publicznych, polityki fiskalnej oraz zagadnień rynku pracy.
Michał Gmytrasiewicz był wieloletnim wykładowcą Wydziału Nauk Ekonomicznych Uniwersytetu Warszawskiego. Dodatkowo wykładał w Wyższej Szkole Ekonomiczno-Informatycznej oraz Almamer Szkole Wyższej w Warszawie. W latach 1977–1978 był prodziekanem Wydziału Nauk Ekonomicznych UW.

## Publikacje
- Gospodarka finansowa przedsiębiorstwa przemysłowego, Polskie Towarzystwo Ekonomiczne, 1966
- Finansowanie i rozwój szkolnictwa w Polsce Ludowej, Zakład Narodowy im. Ossolińskich, Wydawnictwo PAN, 1969
- Finansowanie kształcenia, Państwowe Wydawnictwo Ekonomiczne, 1969
- Oświata i gospodarka, "Książka i Wiedza", 1971
- Koszty kształcenia w szkołach wyższych w Polsce [red.], Państwowe Wydaw. Naukowe, 1974
- Ekonomiczne uwarunkowania szkolnictwa wyższego, Państwowe Wydaw. Naukowe, 1975
- Ekonomiczno-finansowe uwarunkowania działalności badawczej uczelni, Państ. Wydaw. Naukowe, 1989